# Mandau
Mandau (cz. Mandava) – rzeka w Czechach i Niemczech o długości 41 km, dopływ Nysy Łużyckiej.